# Frances Hyde, grevinna av Clarendon
Frances Hyde, grevinna av Clarendon, född Frances Aylesbury, döpt 25 augusti 1617, död 8 augusti 1667, var en engelsk adelsdam och svärmor till kung  Jakob II/VII och mormor till drottningarna Maria II och Anna av Storbritannien.
Frances var dotter och ensam arvinge till Thomas Aylesbury.  10 juli 1634, blev hon  Edward Hydes andra maka. Han blev baron 1660 och earl 1661. De fick sex barn:
- Henry Hyde, 2:e earl av Clarendon (1638-1709)
- Laurence Hyde, den förste earlen av Rochester (1641-1711)
- Edward (dog ung)
- James (dog ung)
- Anne Hyde (1637-1671), gift med  Jakob II/VII.
- Frances gift med Thomas Knightley.